# Hackelia cronquistii
Hackelia cronquistii är en strävbladig växtart som beskrevs av J.L. Gentry. Hackelia cronquistii ingår i släktet Hackelia och familjen strävbladiga växter. Inga underarter finns listade i Catalogue of Life.